# Базиліка на пагорбі
Базиліка на пагорбі — базиліка в давньогрецькому місті Херсонес Таврійський, споруджена, за припущеннями істориків, у першій половині VI століття.

## Короткий опис
Ця тринефна базиліка з п'ятигранною апсидою була одним з найбільших і найпишніше оздоблених храмів Херсонесу. Базиліка була споруджена на місці піздньоантичної садиби або гончарної майстерні. Комплекс будівель Базиліки на пагорбі було зруйновано в 988—989 роках, під час походу князя Володимира Великого на Корсунь.
На місці зруйнованого храму було споруджено інший, дещо менших розмірів. Деякі історики ототожнюють Базиліку на пагорбі з літописною «Церквою на горі», про яку згадує в «Повість минулих літ». За літописом Церкву на горі поставив у Херсонесі князь Володимир.
Біля базиліки існувало кладовище. За особливостями похоронного обряду, вчені визначили, що тут було поховано руських воїнів та варягів із дружини князя Володимира, які загинули при облозі Херсонеса.
Базиліку було відкрито в 1890 році під час розкопок К. К. Косцюшко-Валюжинича. У 1973 — 1984 роках С. А. Беляєв провів нові дослідження базиліки.